# Climatul statului Pennsylvania, SUA

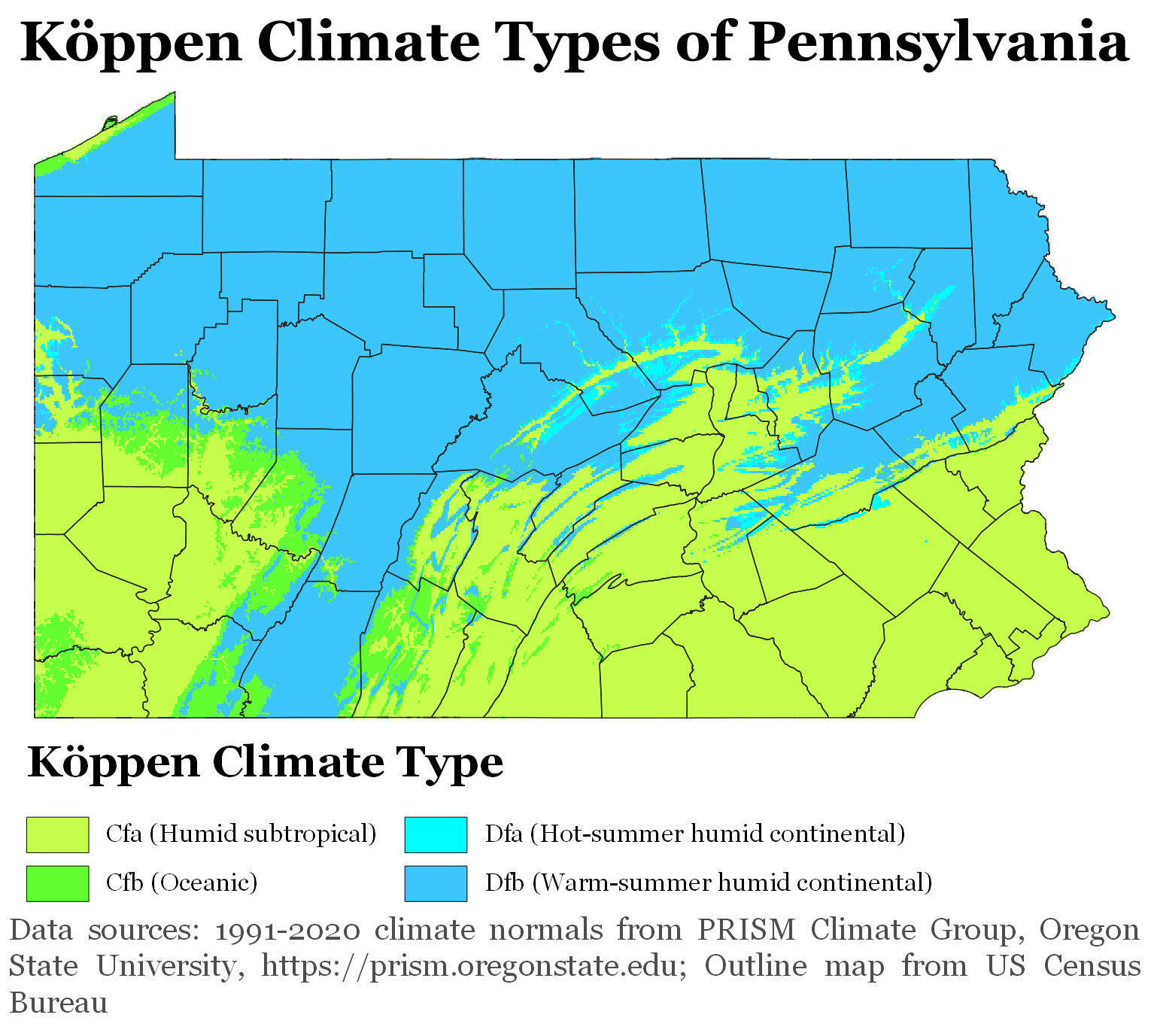
Harta tipurilor de climă din statul Pennsylvania

Întregul stat se confruntă cu ierni reci și veri umede. Majoritatea statului, exceptând colțul sud-estic, are o climă continentală umedă. Cel mai mare oraș, Philadelphia, are unele caracteristici ale climatului subtropical umed.